# Valentín Sabate
Valentín Sabate Mas (Martorell, 1º dicembre 1921 – Barcellona, 4 ottobre 1986) è stato un pallanuotista spagnolo.

## Carriera
Ha partecipato ai Giochi di Londra 1948, nei quali si classificò all'8º posto.